# John Palsgrave
John Palsgrave, född omkring 1485, död 1554, var en engelsk fonetiker.
Palsgrave var verksam som präst och lärare. Bland hans arbeten kan särskilt nämnas Lesclarcissement de la langue francoyse (1530; ånyo utgiven 1852). 